# Juncus orientalis
Juncus orientalis là một loài thực vật có hoa trong họ Juncaceae. Loài này được Filimonova mô tả khoa học đầu tiên.